# 영덕 대소산 봉수대
영덕 대소산 봉수대(盈德 大所山 烽燧臺)는 대한민국 경상북도 영덕군 축산면에 있는 봉수대이다. 1982년 8월 4일 경상북도의 기념물 제37호로 지정되었다.

## 개요
봉수대는 횃불과 연기를 이용하여 급한 소식을 전하던 옛날의 통신수단을 말하며, 높은 산에 올라가서 불을 피워 낮에는 연기로 밤에는 불빛으로 신호를 보냈다.
영덕 대소산 봉수대는 영덕 축산포 방면의 상황을 서울 남산까지 전하던 곳의 하나였다. 남쪽으로 별반 봉수대, 북으로 평해의 후리산 봉수대, 서로는 광산 봉수대를 거쳐 진보의 남각산봉수대로 연락을 취하도록 되어있다. 산의 꼭대기에는 방어벽을 쌓고, 성 안에는 직경 11m, 높이 3.5m로 봉돈(烽燉)을 쌓았다.
봉수대의 형태가 비교적 뚜렷하게 남아있어, 조선시대의 통신수단을 알아볼 수 있는 좋은 자료로 평가된다.

## 현지 안내문
이 봉수대는 조선 초기의 것으로 영덕 축산포 방면의 변경 통태를 서울 남산까지 알리던 통신시설이다. 직경 20m 넓이의 둘레에 방어벽을 쌓고, 그 안에 원추 모양의 직경 11m, 높이 2.5m의 봉돈(峰墩)을 쌓았다. 이 곳은 남쪽으로 별반 봉수대, 북쪽으로 평해의 후리산 봉수대, 서쪽으로는 광산봉수대를 거쳐 진보의 삼각산 봉수대로 이어지도록 되어 있다.

## 참고 자료
- 영덕대소산봉수대 - 국가유산청 국가유산포털